# 鱼姓
鱼姓在中国并不是一个常见的姓氏，但却是中国较为古老的姓氏之一。在《百家姓》中排第335位。

## 分布
- 江苏省 盐城市 盐都县 大纵湖镇 鱼范村
- 陕西省 咸阳市 长武县 大荔县 韩城市
- 陕西省 渭南市 白水县 林皋镇 鱼家河村
- 陕西省 商洛市 商州区 大赵峪街道办事处  桃园村5组

## 延伸阅读
[在维基数据编辑]
 《百家姓》
 《欽定古今圖書集成·明倫彙編·氏族典·魚姓部》，出自陈梦雷《古今圖書集成》